# 자크루이 다비드
자크루이 다비드(Jacques-Louis David, 1748년 8월 30일 ~ 1825년 12월 29일)는 신고전주의 양식에 속하는 유력한 프랑스 화가로, 이 시대의 탁월한 화가로 평가 받는중이다.

## 생애
파리에서 출생하였고, 일찍부터 그림에 뛰어난 재질을 발휘하여 1774년에는 로마 상을 받았다. 이듬해 로마로 유학하여 고대 미술에 큰 감명을 받았다. 역사화를 그려 고전주의의 지도자가 되는 한편, 근대 회화의 시조가 되었다. 다비드는 이후 막시밀리앙 로베스피에르의 친구이자 프랑스 혁명의 전폭적인 지지자가 되었고, 프랑스 공화국하에서 사실상 예술의 독재자 역할을 하였다. 로베스피에르가 실각하자 투옥되었으나, 석방된 이후 나폴레옹 1세의 정치 체제에 협력했다. 프랑스 혁명 때에는 문화재보호에 앞장섰다. 나폴레옹이 황제가 된 후 궁정 화가가 되어 <나폴레옹 1세의 대관식>을 그렸으나 뒤에 국외로 도망갔다.

## 특징
1780년대 역사화에서 그의 지적인 특징은 로코코의 경박함에서 고전적인 엄숙함과 엄정함으로 취향의 변화를 이끌어 내었다. 이 변화는 앙시앵 레짐의 마지막 시기의 도덕적 풍조와 조화를 이룬다.
이 시기에 그는 베네치아적인 색채 사용으로 유명한 앙피르 양식(Empire style)을 발전시켰다. 다비드는 많은 학생들을 거느리고 있었고, 이는 19세기 프랑스 예술에서 (특히 아카데미적인 파리 살롱 회화에서) 그를 굉장히 영향력 있는 인물로 만들었다.

## 작품
대표작으로 《호라티우스 형제의 맹세》, 《소크라테스의 죽음》, 《마라의 죽음》과 같은 고전적 주제를 다룬 작품과, 《알프스 산맥을 넘는 나폴레옹》, 《나폴레옹의 대관식》등이 꼽힌다.

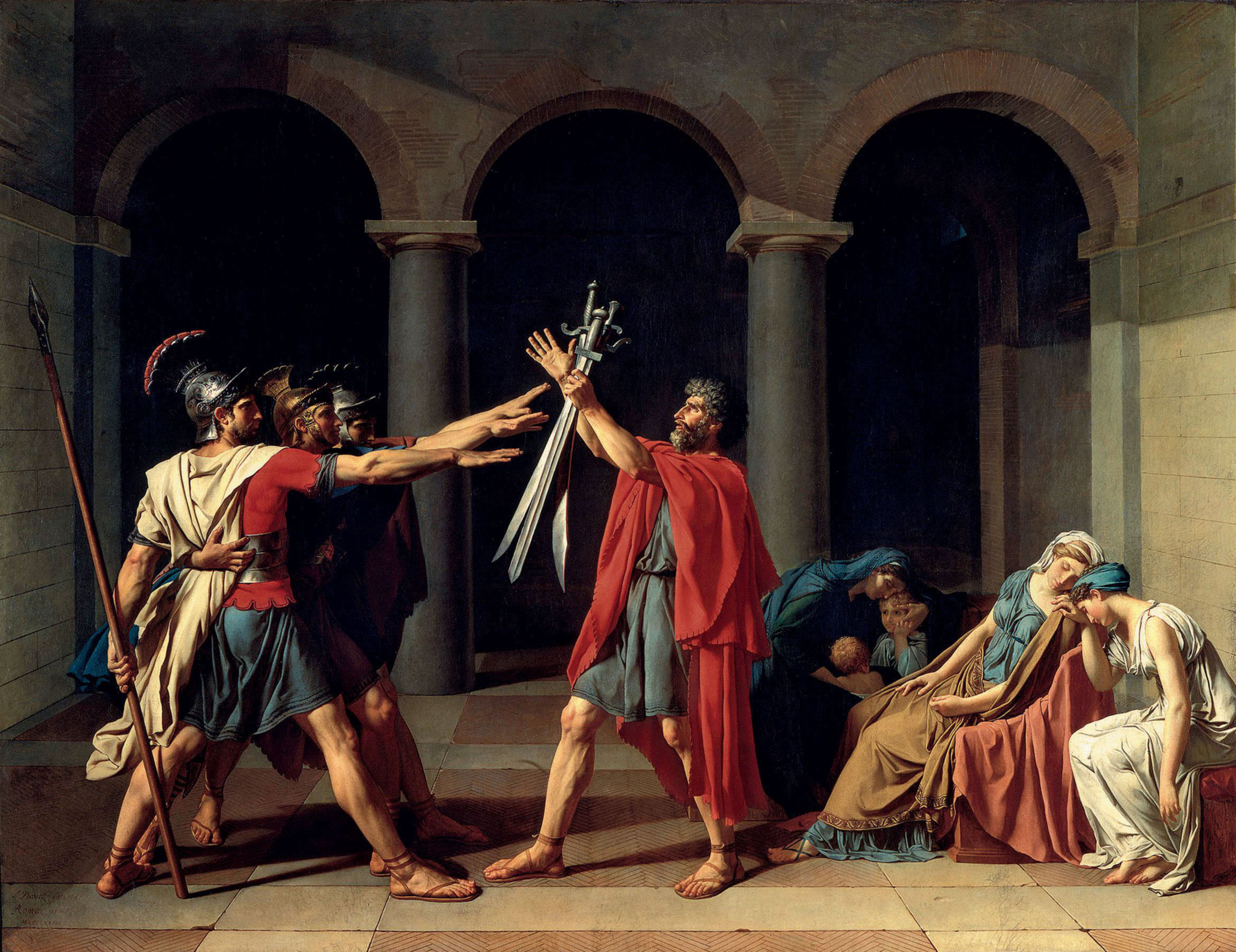
《호라티우스의 맹세》, 1784년, 캔버스에 오일, 높이 330 cm, 너비 425 cm
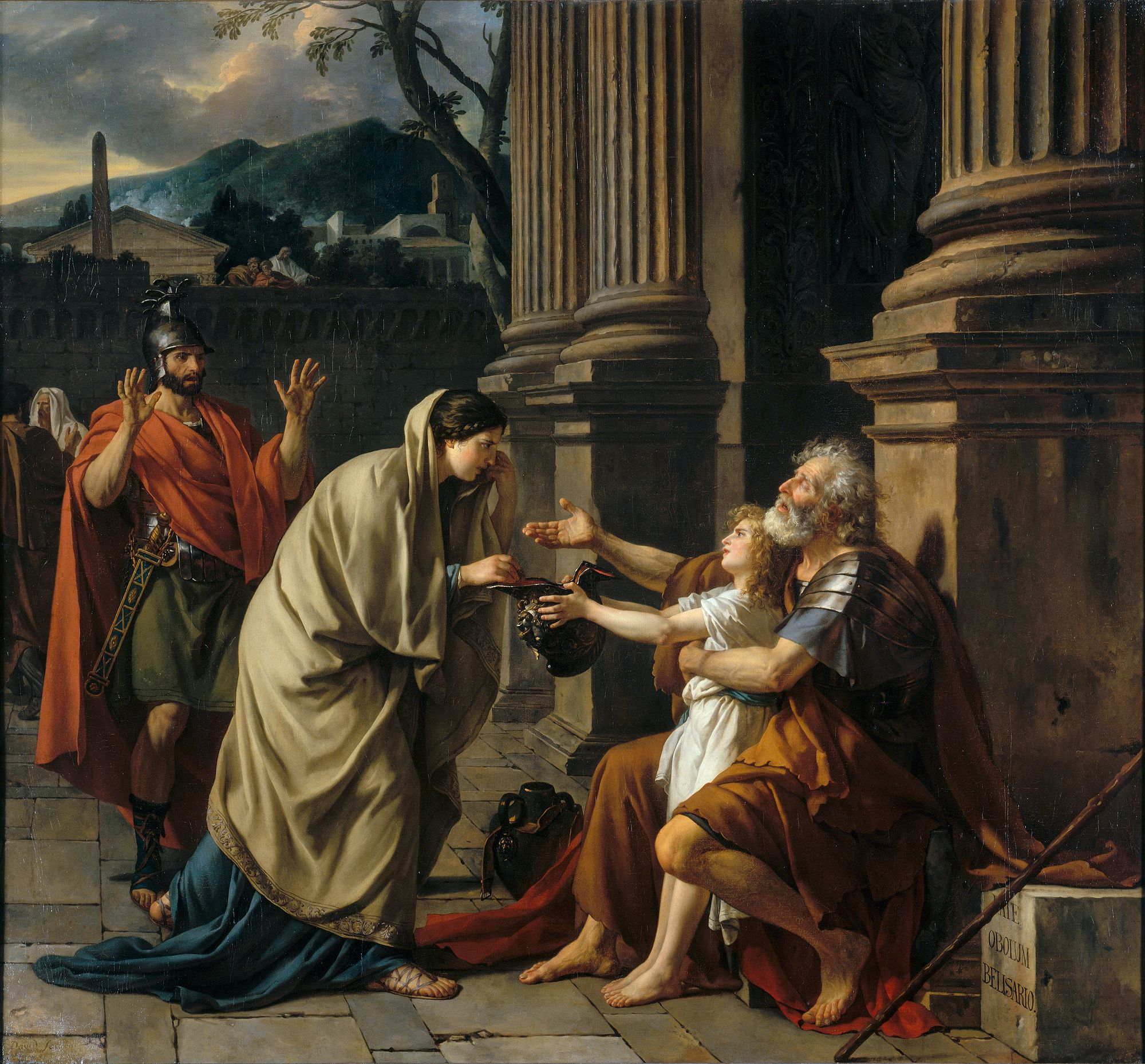
《벨리사리우스》 (1781), 릴 미술관
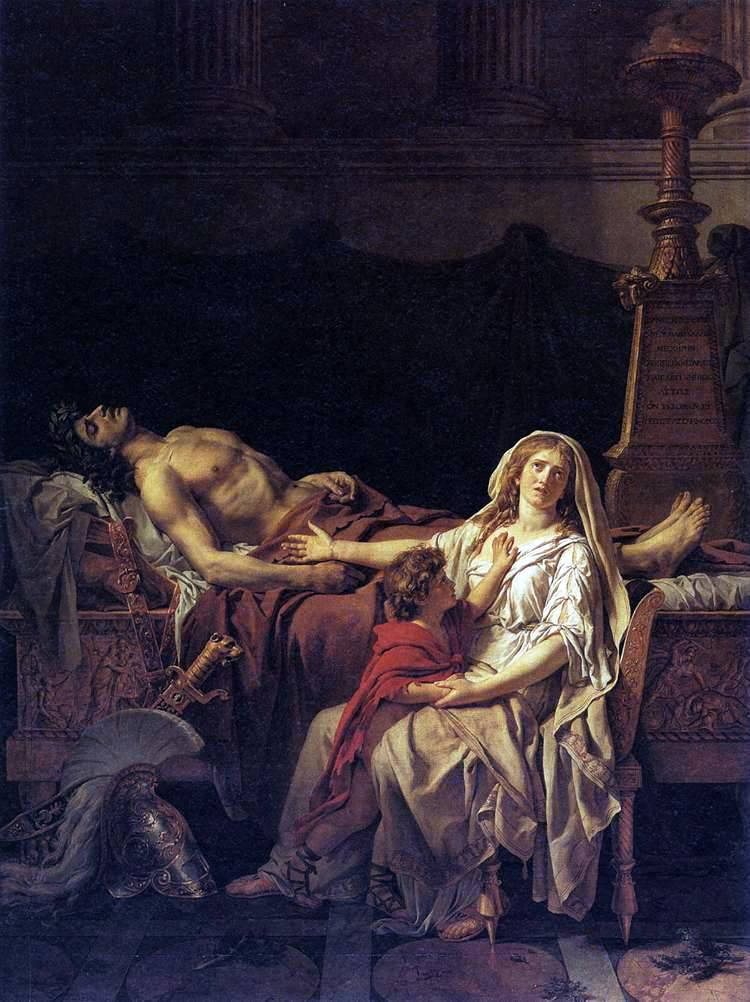
《헥토르의 죽음을 슬퍼하는 안드로마케》 (1783), 루브르 박물관, 파리
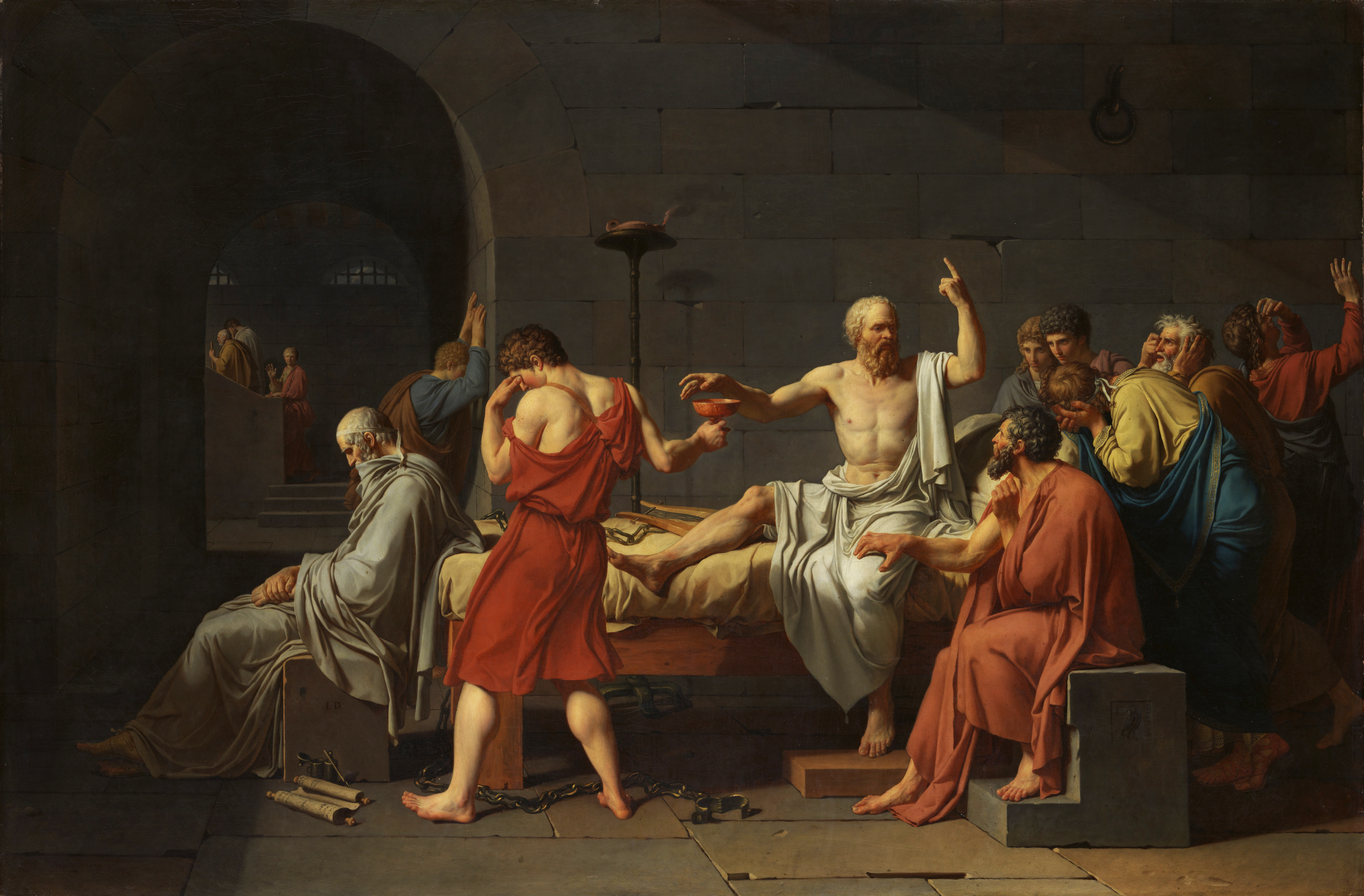
《소크라테스의 죽음》 (1787), 메트로폴리탄 미술관, 뉴욕 시
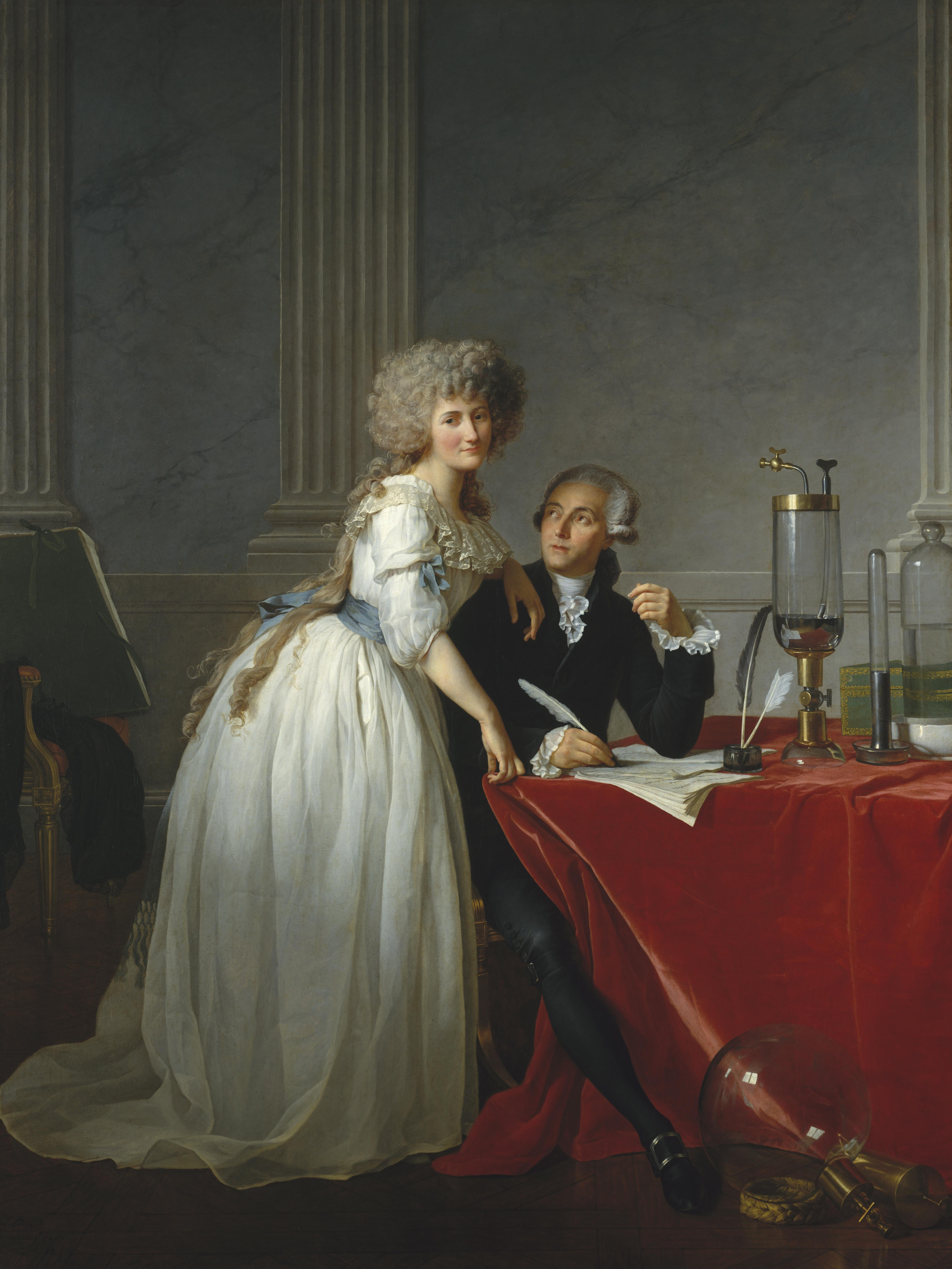
《라부아지에 부부의 초상화》 (1788), 메트로폴리탄 미술관, 뉴욕 시
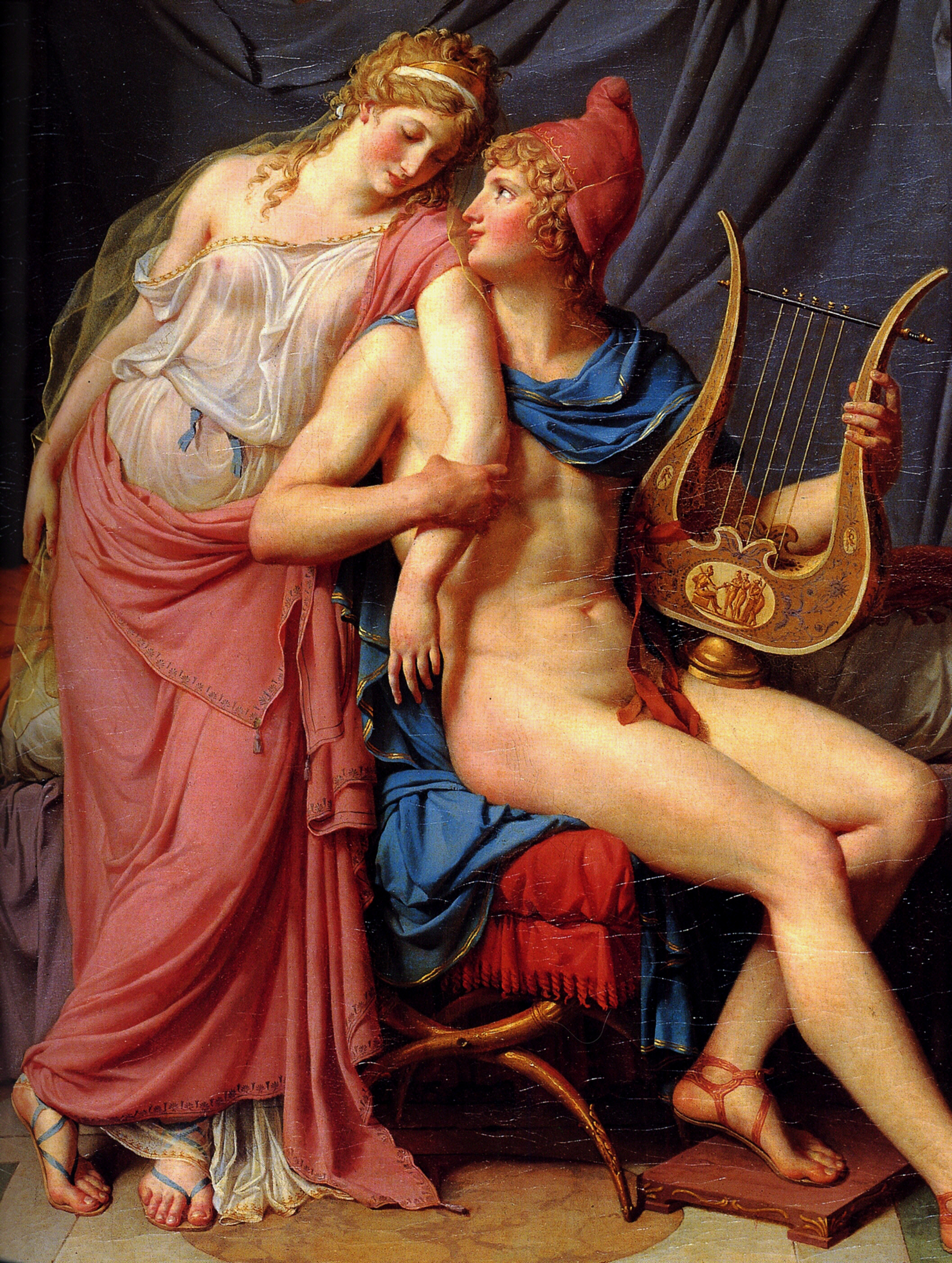
《파리스와 헬레네》 (1788), 루브르 박물관, 파리
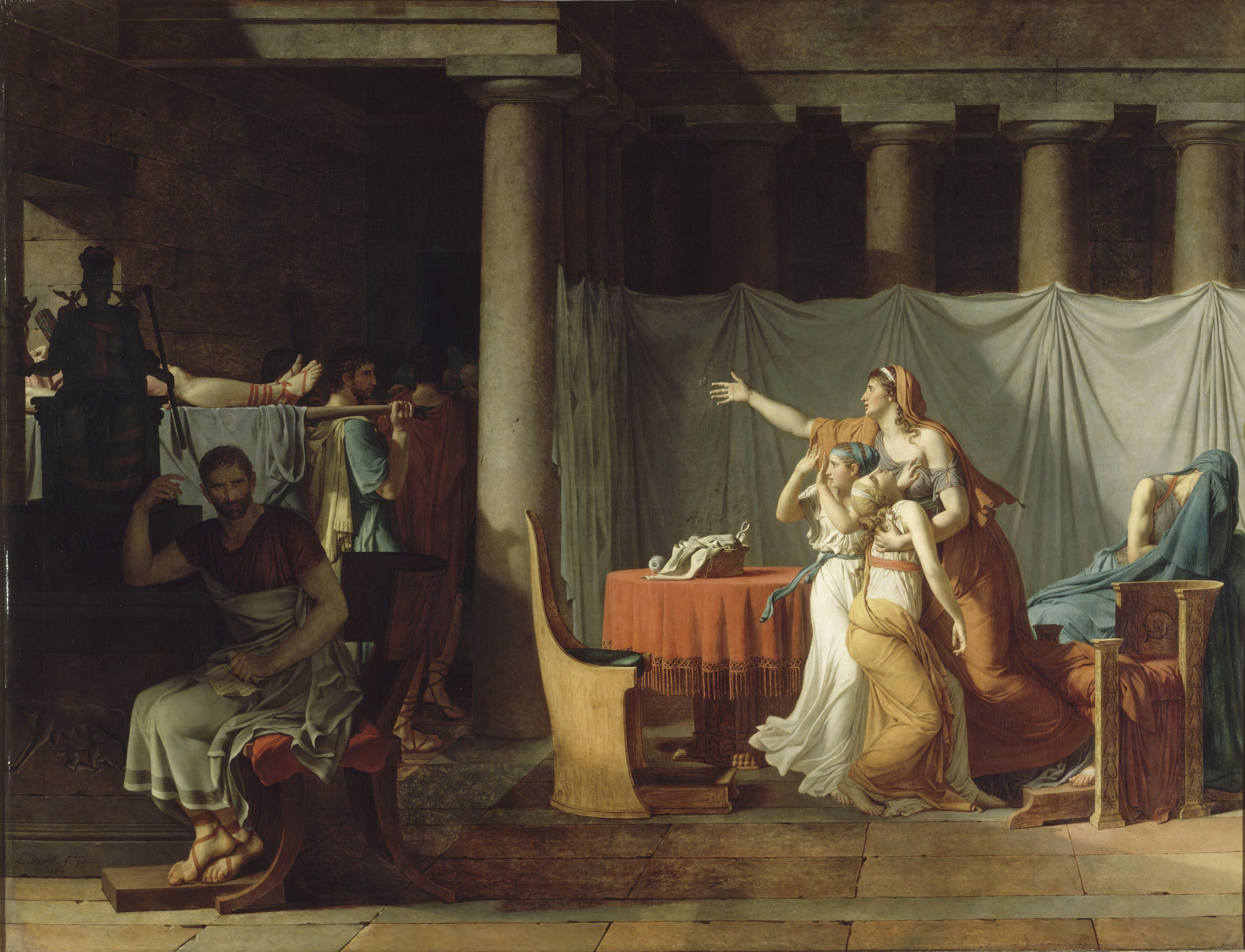
《브루투스의 아들들의 시신을 운반하는 릭토르들》 (1789), 루브르 박물관, 파리
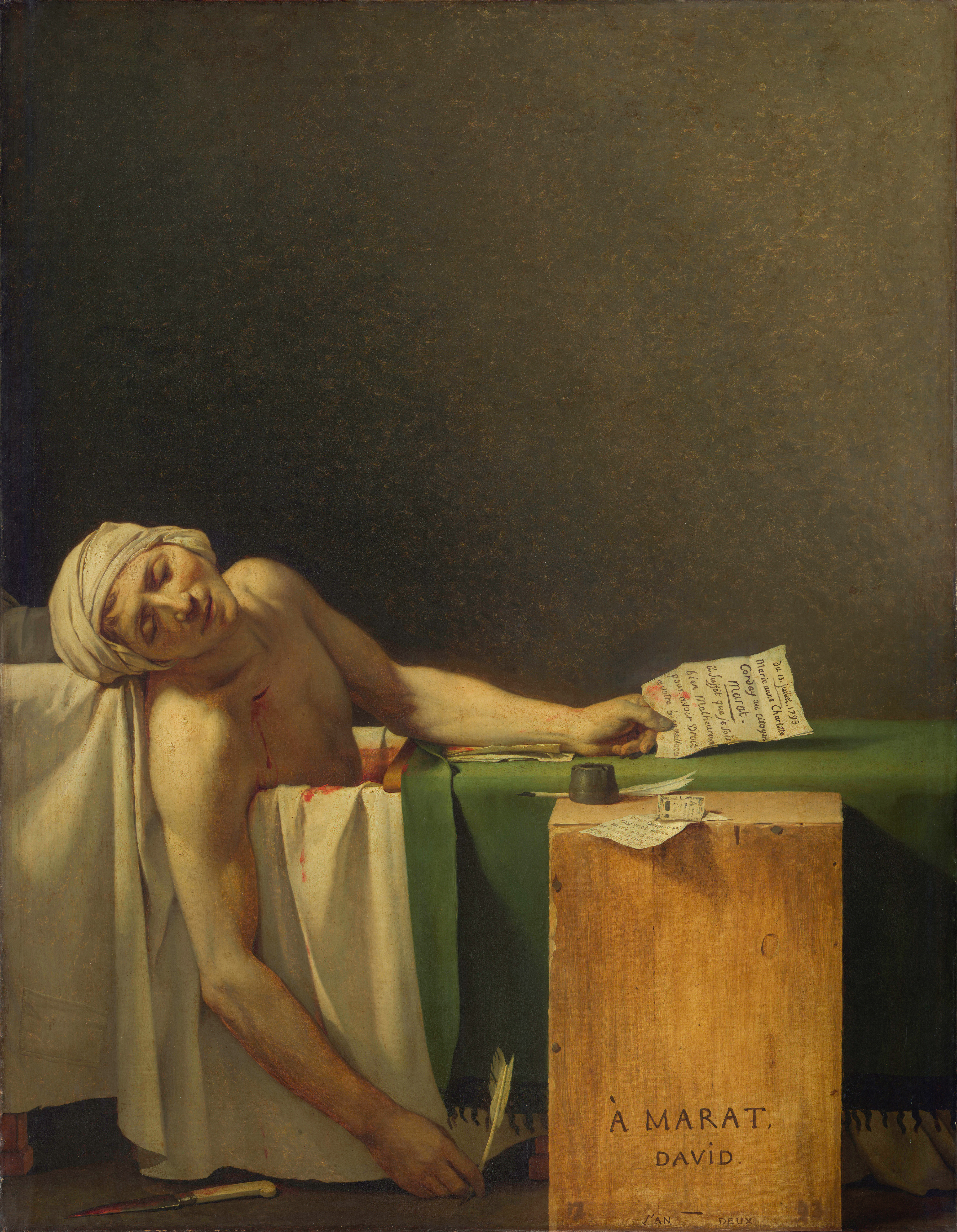
《마라의 죽음》 (1793), 벨기에 왕립 미술관, 브뤼셀
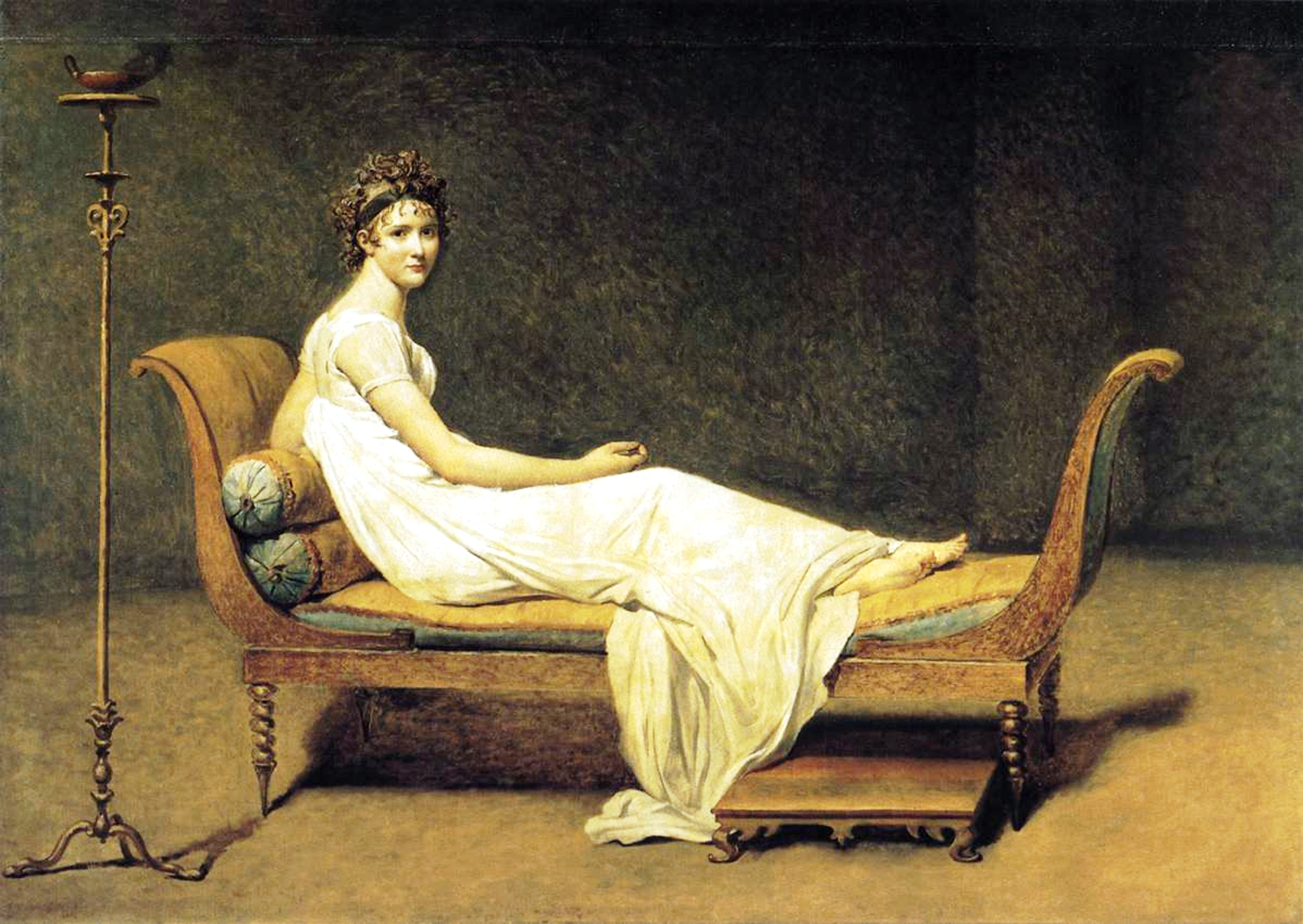
《레카미에 부인의 초상》 (1800), 루브르 박물관, 파리
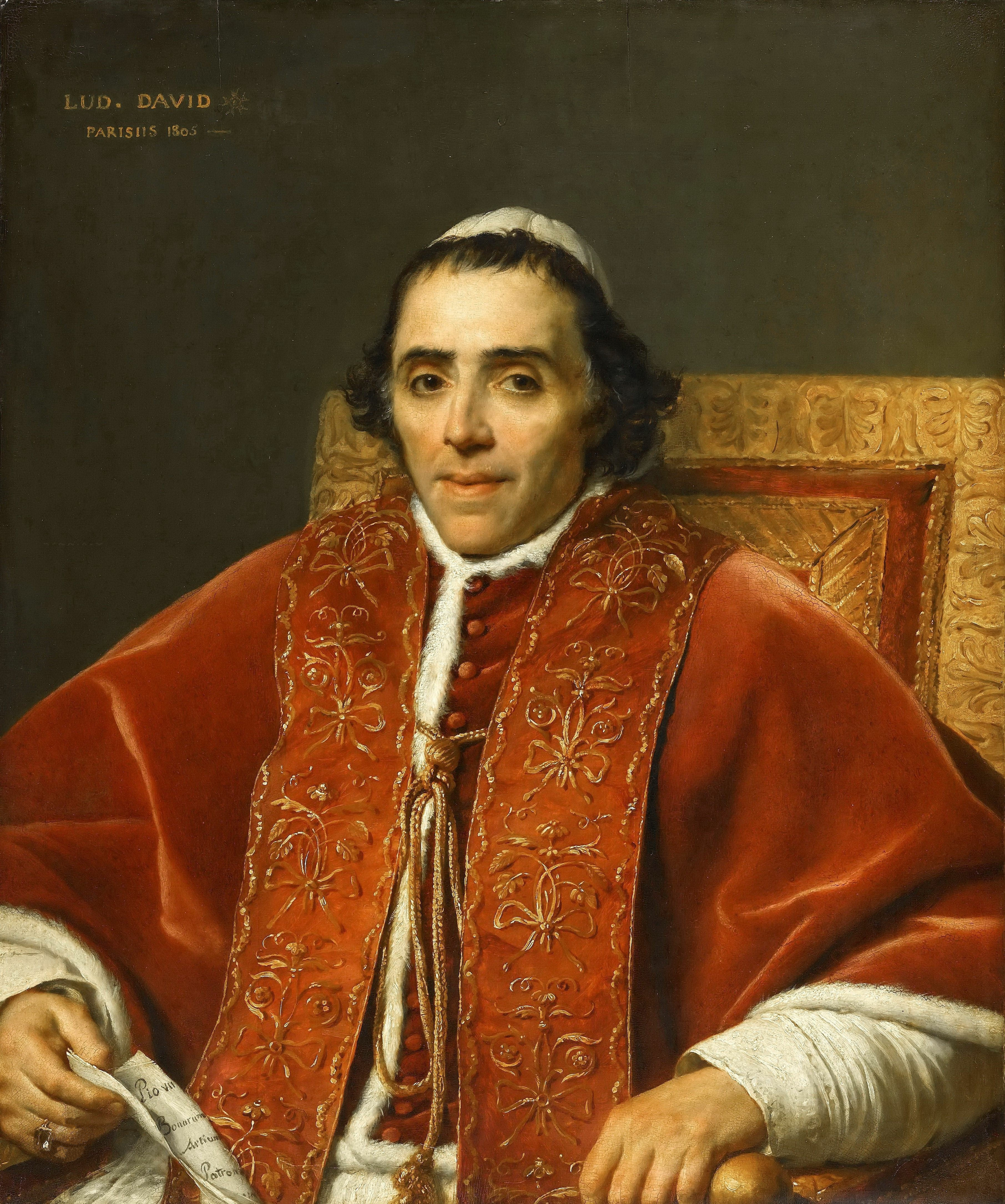
《교황 비오 7세의 초상화》 (1805), 루브르 박물관, 파리
《나폴레옹 1세의 대관식》 (1806), 루브르 박물관, 파리
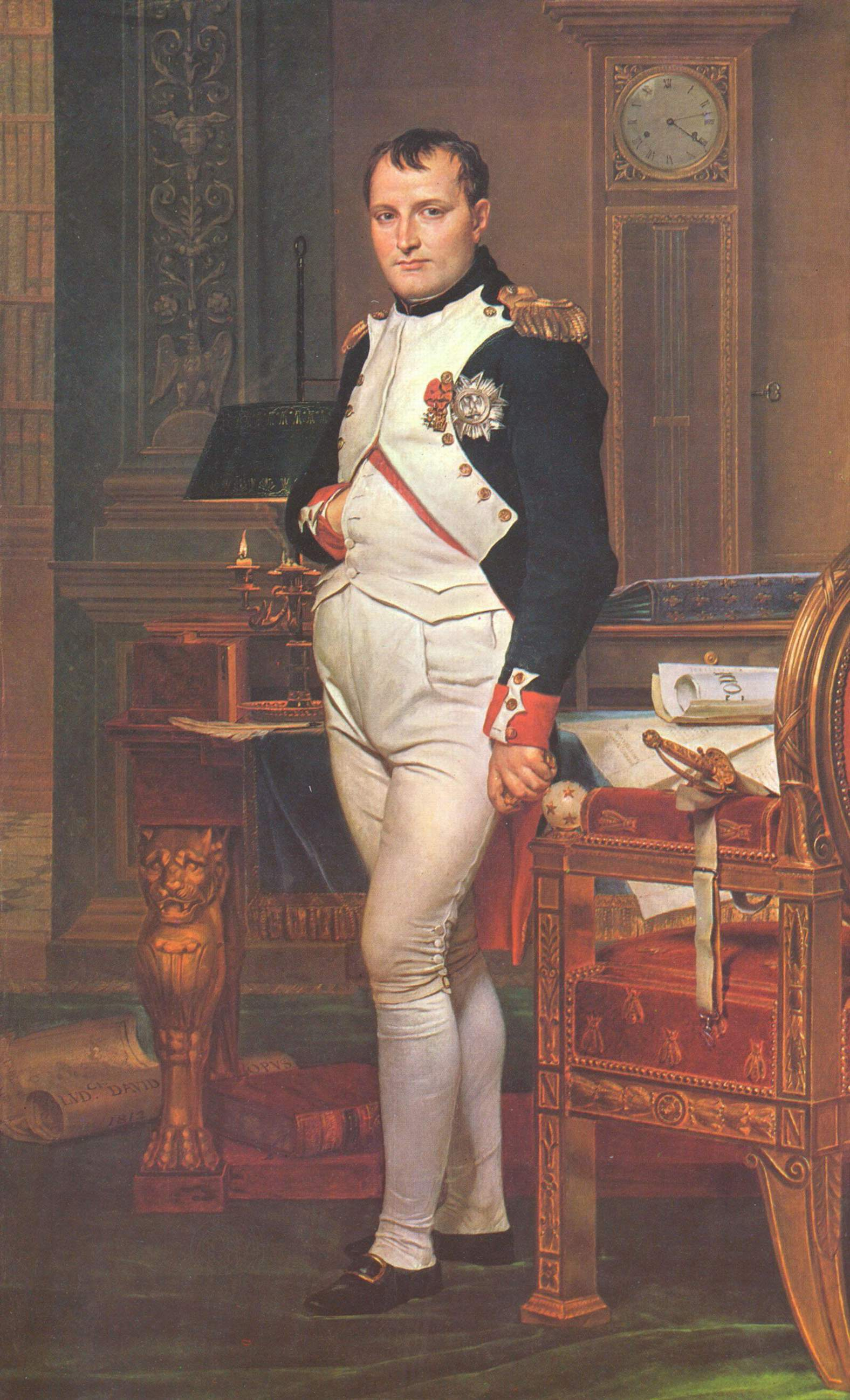
《서재에서의 나폴레옹》 (1812), 워싱턴 국립 미술관, 워싱턴 D.C.
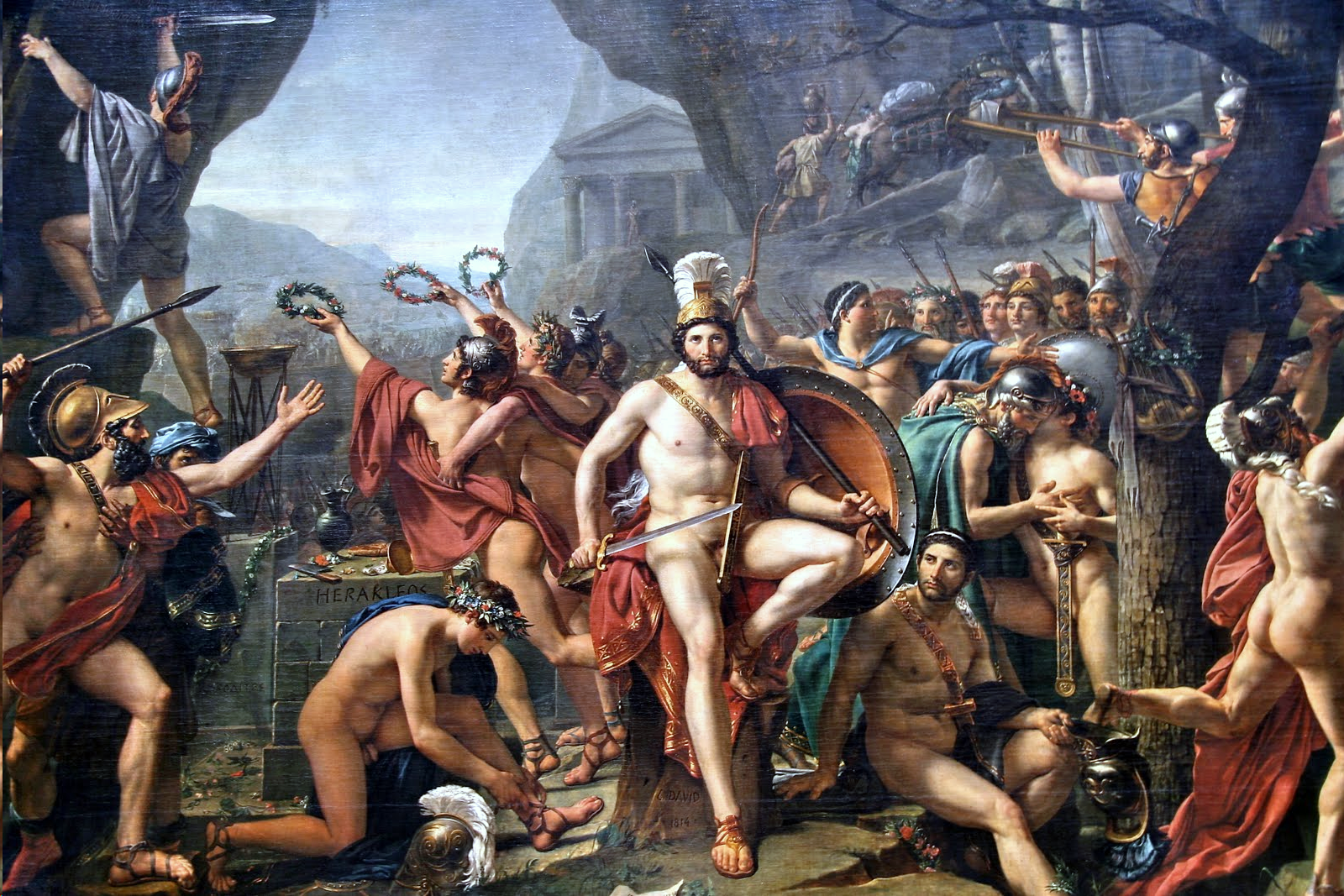
《테르모필라이의 레오니다스》 (1814), 루브르 박물관, 파리
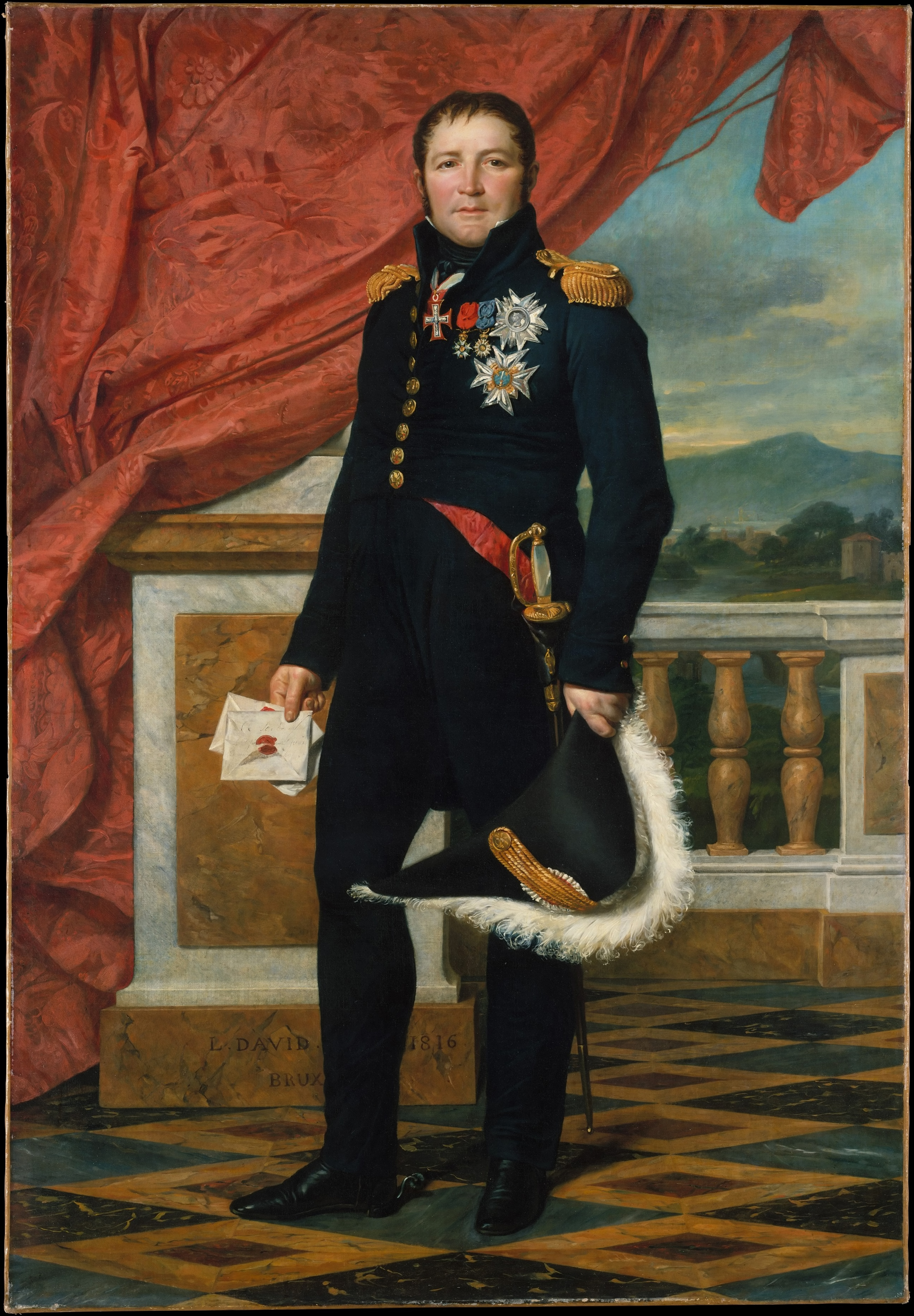
《에티엔 모리스 제라르》 (1816), 메트로폴리탄 미술관, 뉴욕 시

## 같이 보기
- 앙투안 라부아지에
- 자크 - 루이 다비드, 12 걸작 온라인 전시